# 한국사회학 (학술지)
《한국사회학》(韓國社會學, Korean Journal of Sociology)은 한국사회학회에서 발행하는 정기 학회지이다. 한국사회학회 회원들이 투고할 수 있으며, 연 4회 발간한다. 1964년에 처음 발행되었다. 2020년에 발간된 54집 2호부터는 온라인으로만 출판되고 있다.